# Лікінський автобусний завод
Лікінський автобусний завод (акронім ЛіАЗ) — російський виробник автобусів і тролейбусів, заснований 1937 року, випускає автобуси з початку 1959 року, тролейбуси з 2007 року. Підприємство розташоване у місті Лікіно-Дульово (Московська область), РФ. Генеральний директор — Дворецький Олександр Васильович.
З 2000 року у складі компанії «Російські Автобуси», з 2005 року входить у автомобілебудівну групу ГАЗ.

## Історія
2 серпня 1937 року у селі Лікіно-Дульово почав працювати Лікінський лісотехнічний завод облагороження деревини (ЛОЗОД); також цей завод займався важким машинобудуванням. У 1945 році завод було перейменовано у ЛіМЗ — Лікінський машинобудівний завод.
17 квітня 1958 року завод було перейменовано на Лікінський автобусний завод: Мосраднархозові було доручено організувати на заводі виробництво автобуса ЗІЛ-158, який випускався на Заводі імені Лихачова з 1957 року. У 1959 році виробництво ЗІЛ-158 було перенесене на ЛіАЗ, перший автобус, побудований на ЛіАЗі, вирушив на випробування у січні 1959 року.
ЗІЛ-158 випускався на Лікінському автобусному заводі з 1959 до 1970.
ЛіАЗ-677 почали проєктувати 1960 року. Цей автобус працював у багатьох країнах СНД, їх було випущено понад 200 тисяч екземплярів, однак у нього було дуже багато недоліків, за що отримував багато образливих прізвиськ, йому було встановлено декілька пам'ятників.

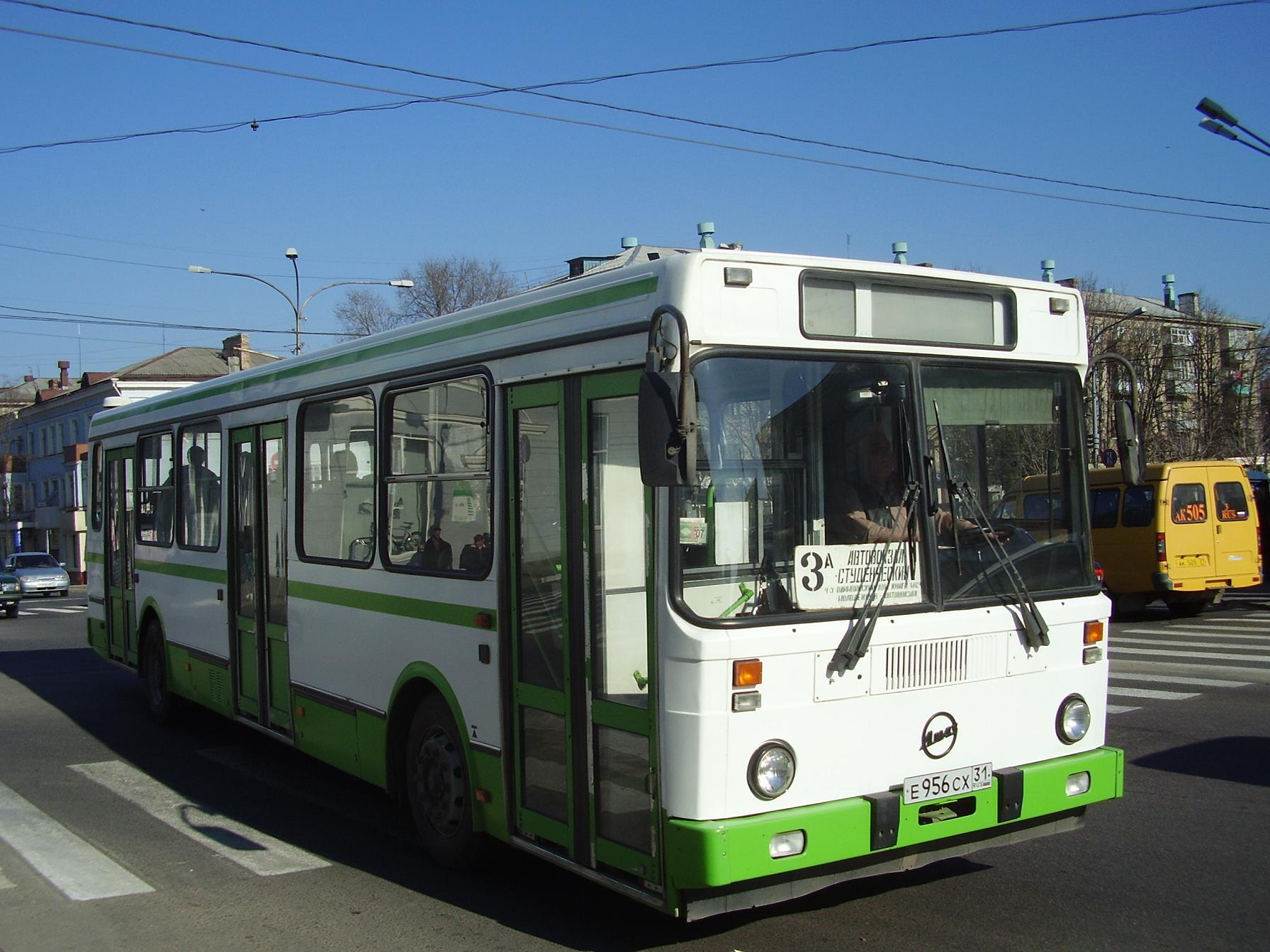
ЛіАЗ-5256 старого варіанту

У 1977 році, у Львові «Львівавтобуспромом» було розроблено два автобуси: ЛАЗ-5252, який випускався на Львівському автобусному заводі з 1992 по 2005 роки; і прототип ЛіАЗ-5256, який згодом став одним з наймасовіших з усіх ЛіАЗів, нині їх виготовлено понад 20 тисяч екземплярів і більше 15 різноманітних модифікацій. Тоді ЛіАЗ-5256 мав дуже кутуватий кузов та загалом був схожий на міські автобуси Ikarus. Виробництво автобусів ЛіАЗ-5256 почалося у середині 1980-х років.
З 2000 року Лікінський автобусний завод увійшов у компанію «Російські Автобуси». У тому ж році почався тотальний рестайлінг ЛіАЗ-5256. З початком XXI століття починають проєктуватися і випускатися нові автобуси; з кінця 2002 року випускається високопідлоговий двосекційний автобус ЛіАЗ-6212; у 2004 році випущено перший екземпляр двосекційного (напівнизькопідлоговий у тягачі) ЛіАЗ-6213, який випускається серійно з 2007 року.
У 2004 році випущено дослідний 14-метровий автобус, який не має точно встановленого індексу: ЛіАЗ-62??, його випущено один екземпляр. З 2005 року Лікінський автобусний завод входить у автомобілебудівну групу ГАЗ. З 2006 року випускається напівнизькопідлоговий ЛіАЗ-5293.
Найперший тролейбус ЛіАЗ-5280 з реостатно-контакторною системою управління та двигуном Динамо ДК-213 був зібраний повністю на ЛіАЗі у 2007 році на базі ЛіАЗ-5256 з максимальною уніфікацією. З того ж року починають проєктуватися і випускатися низькопідлоговий ЛіАЗ-52802 і напівнизькопідлоговий ЛіАЗ-52803.
З 1959 року Лікінський автобусний завод виготовив понад 260 тисяч автобусів. Нині випущено понад 200 екземплярів тролейбусів ЛіАЗ; компанія планує випускати до 500 тролейбусів на рік.

## Модельний ряд

### Зняті з виробництва
З 1959 року Лікінський автобусний завод випускав автобус ЗІЛ-158, часто його також можна зустріти як ЛіАЗ-158. Він був обладнаний карбюраторним двигуном та уміщував приблизно 70 пасажирів. Коробка передач та двигун автобуса було використані на найперших автобусах ЛАЗ-695. Випускався до 1970 року.
З 1960 року почав проєктуватися ЛіАЗ-677, який випускався з 1967 по 1994 рік. Він мав також бензиновий двигун (виробництва ЗІЛ) і уміщував приблизно 90—100 осіб. Таких автобусів було випущено понад 200 тисяч екземплярів. Припинення його виробництва було зумовлене невідповідність сучасним вимогам — великі витрати пального (до 55 літрів пального на 100 км), значна загазованість салону через довгу і негерметичну (через корозію) вихлопну трубу, сильна спека на місці водія влітку (двигун розміщений попереду), низький рівень комфорту, у 1990-х роках автобус технічно і морально застарів.
На початку 1990-роках випускався ЛіАЗ-5918, що працював як відеосалон та комп'ютерний центр. Масовою модель не була. Автобус випускався з двома дверима (передніми і середніми двостулковими), без задніх дверей, виглядав у як ЛіАЗ-5256 старого зразка.

### Міські автобуси великого класу

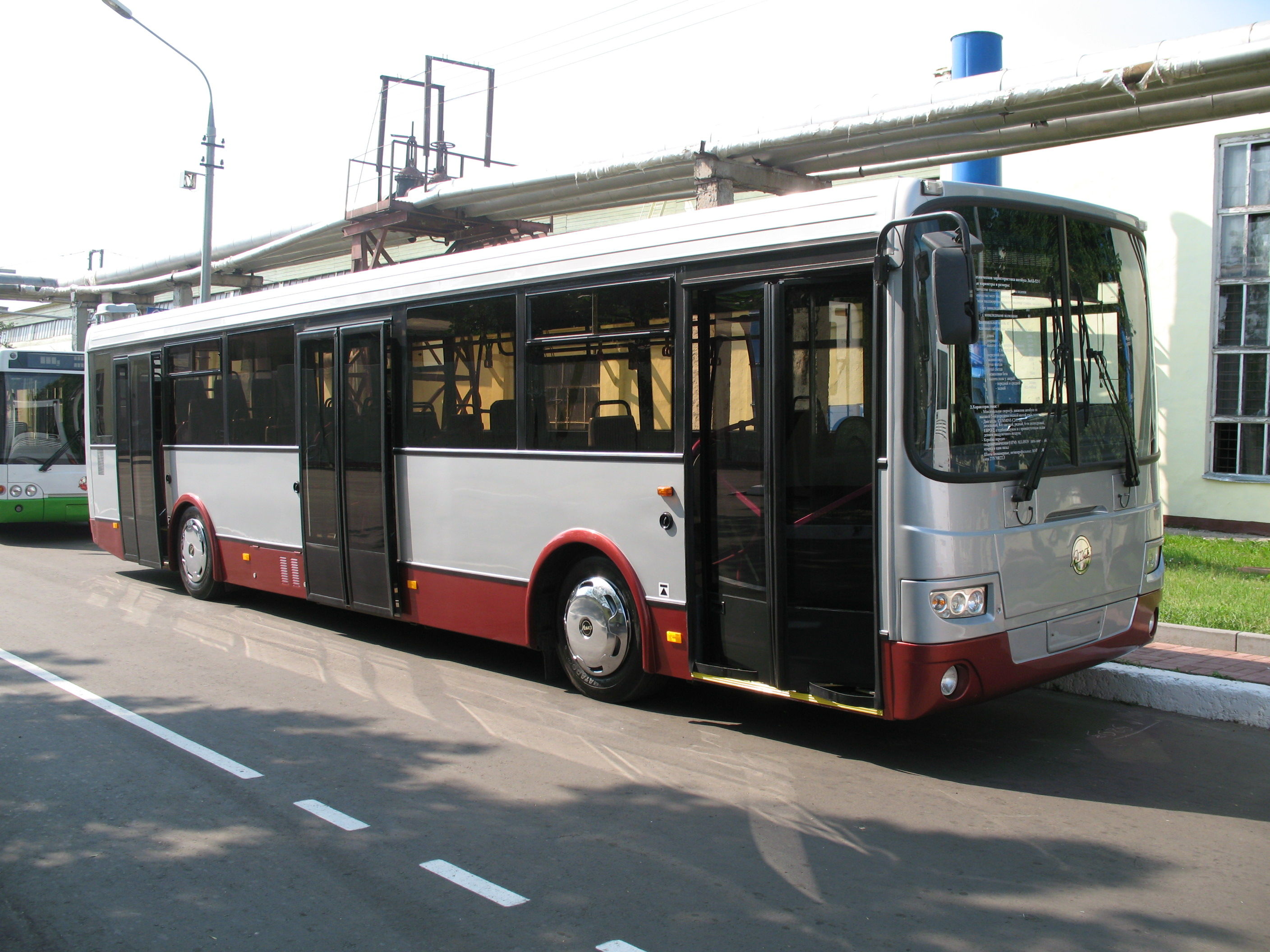
ЛіАЗ-5293

ЛіАЗ-5256, яких випущено понад 25,6 тисяч екземплярів з середини 1980-х років. Автобуси старого зразка були мало схожі на теперішні, та мали купу недоліків, як холод у салоні (взимку), погана вентиляція, двигуни часто низької якості, погана робота підвіски і низький ресурс кузова; з початком XXI століття завод перейшов на виготовлення тримких (готових кузовів, на які кріпляться усі агрегати) кузовів з оцинкованої сталі (раніше була оцинкована жерсть), з повною антикорозійною обробкою. Багато колишніх проблем залишилося у нових моделей ЛіАЗ-5256, але автобус став значно надійнішим та комфортнішим, випущено понад 15 модифікацій, зокрема з газобалонними двигунами, випускаються міські і приміські версії. Кузови ЛіАЗ-5256 використовуються Голіцинським автобусним заводом для виробництва власних автобусів (наприклад, міжміський ЛіАЗ-5256R).
ЛіАЗ-5292 — низькопідлоговий автобус з дизельним двигуном та автоматичною коробкою передач, з багатьма якісними іноземними комплектуючими, випускаються також з газобалонним двигуном, модифікація ЛіАЗ-5292.57. Місткість автобуса приблизно 100 осіб. Міський 12-метровий автобус, можливе перевезення двох пасажирів у інвалідних візках. Випускається серійно з 2007 року, а у 2009 році було зроблено гібридну версію ЛіАЗ-5292. На базі ЛіАЗ-5292 побудовано тролейбуси ЛіАЗ-52802 і МТрЗ-5279.1.
ЛіАЗ-5293 — 11,5-метровий напівнизькопідлоговий автобус місткістю до 100 осіб з дизельним двигуном. Він має систему кнілінгу (яка не завжди працює як слід) та може перевозити інвалідів у візках (1 місце зі спеціальним кріслом). Випускається з 2006 року, на його базі створено ЛіАЗ-52803, напівнизькопідлоговий тролейбус.

### Двосекційні автобуси

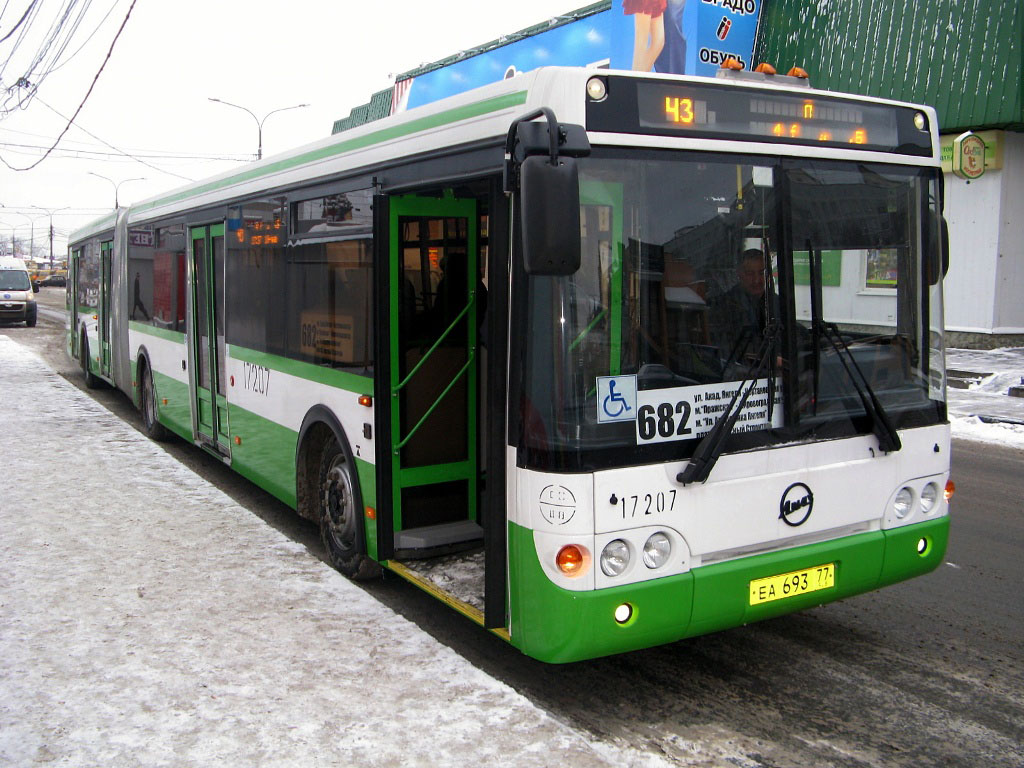
ЛіАЗ-6213

Перші двосекційні автобуси ЛіАЗ-6212 були випущені у 2001 році, серійне виробництво почалося у 2002 році. Кілька автобусів ЛіАЗ-6212 було побудовано на базі ЛіАЗ-5256 старого зразка. Високопідлоговий міський автобус, який може перевозити до 180 пасажирів (нормальна місткість). Автобус перейняв чимало недоліків ЛіАЗ-5256 — досить погану роботу підвіски, кермо, що погано слухалося; однак ресурс кузова значно збільшився, комфорт салону покращився.
ЛіАЗ-6213 був уперше випущений у 2004 році. Напівнизькопідлоговий автобус, у якому було ліквідовано більшість проблем ЛіАЗ-6212, однак він має високий рівень підлоги у причепі, і вузькі проходи між рядами сидінь. Низькопідлоговий у тягачі, ресурс кузова не менше ніж 15 років, автобус добре пристосований до російських доріг, має автоматичну коробку передач, забезпечений якісними комплектуючими, вузол зчленування зроблений Hϋbner Gmbh, Німеччина. Кузов автобуса тримакий з оцинкованої сталі, уміщує понад 175 пасажирів, має відкидний пандус для в'їзду інвалідних візків, також має електронні рейсовказівники, дуже високу стелю салону, гарну систему опалення, вкрай потрібну взимку у російських містах.

### Тролейбуси
Першим тролейбусом, що був побудований на Лікінському автобусному заводі, став ЛіАЗ-5280, на базі ЛіАЗ-5256. Ще раніше, на початку 2000-х, Московський тролейбусноремонтний завод випускав тролейбуси МТрЗ-5280 на базі старого зразка ЛіАЗ-5256. Може оснащуватися новою обробкою салону, як гнутими кольоровими поручнями та напівм'якими сидіннями. Також може оснащуватися тонованими склопакетами. Недоліки — низька підлога, велике споживання електроенергії через неекономічну реостатно-контакторну систему керування, холод у салоні взимку і схильність до дрібних поломок. Максимальна швидкість становить 60 км/год.
Тролейбус ЛіАЗ-52802 низькопідлоговий, базований на 12-метровому ЛіАЗ-5292. Оснащений IGBT-транзисторною системою управління, завдяки якій витрачена енергія зменшується у середньому на 30 відсотків. Комфортний салон та низький рівень підлоги на усіх входах крім останнього (там наявна маленька сходинка). Деякі з тролейбусів мають суцільне лобове скло і заварене заднє скло, двигун розміщено на задньому звісі під підлогою салону.
Тролейбус ЛіАЗ-52803 напівнизькопідлоговий, базований на 11,5-метровому ЛіАЗ-5293. Може оснащуватися реостатно-контакторною або IGBT-транзисторною системою керування. Низький рівень підлоги на перших двох входах, сучасна оборобка салону з гнутими (переважно рожевого кольору) поручнями та напівм'якими сидіннями. Передні фари тролейбуса від Mercedes-Benz. Двигун, виробництва Динамо або асинхронний ТАД, розміщений на задньому звісі під підлогою.

### Аналоги на базі ЛіАЗів

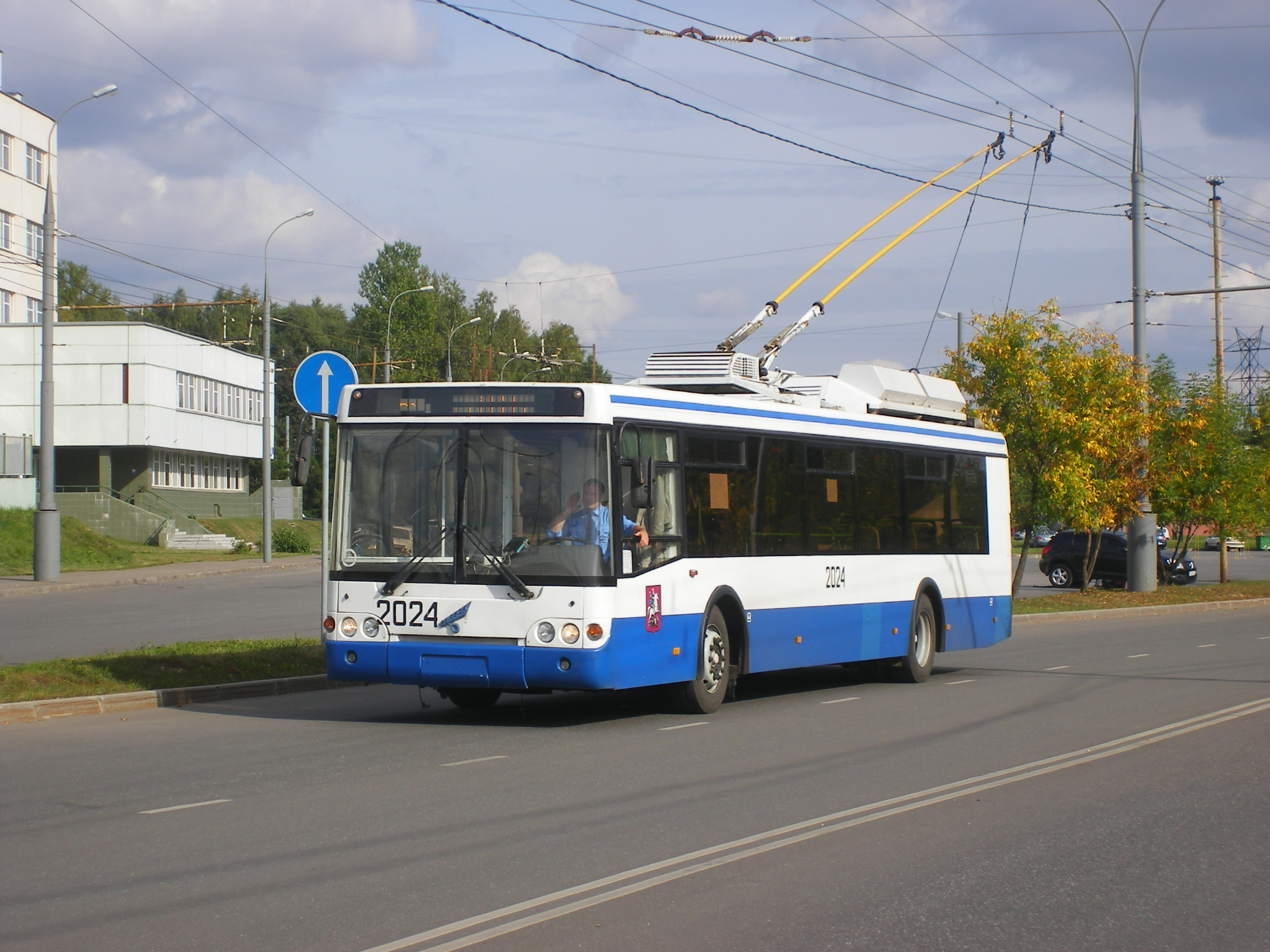
МТрЗ-5279.1 «СадКо», на базі ЛіАЗ-5292 і майже подібний ЛіАЗ-52802

У 1993 році на Сокольницькому вагоноремонтному заводі був побудований зчленований тролейбус СВАРЗ-6220 на базі старого зразка ЛіАЗ-5256. Тролейбус у 1990-х експлуатувався у Москві; з кінця 90-х років іржавіє в одному з Московських тролейбусних депо.
У 1995 році в Україні на Харківському авторемонтному заводі було випущено 6 екземплярів ХАРЗ-5259, який фактично був клоном ЛіАЗ-5256, окрім деяких комплектуючих.
У середині 1990-х років було побудовано кілька десятків екземплярів ЯАЗ-5267, які якістю не були кращі за тодішні ЛіАЗ-5256 старого зразка.
На початку 2000-них Московський тролейбусноремонтний завод випускав тролейбуси МТрЗ-5280, які були побудовані на базі ЛіАЗ-5256 старого зразка.
На базі ЛіАЗ-5292 побудовано тролейбус МТрЗ-5279.1 (виробництво Московського тролейбусноремонтого заводу, МТрЗ), який отримав прізвисько «СадКо» (Садове Кільце). Тролейбус обладнаний IGBT-транзисторною системою керування і акумуляторними батареями, завдяки яким може проїхати не менше двох кілометрів без з'єднання з контактною мережею.
У грудні 2007 року найперший з випущених двосекційних автобусів ЛіАЗ-6213 був перероблений на тролейбус на МТрЗі, і отримав назву МТрЗ-6232. МТрЗ-6232 має 17,9 метрів у довжину і комплектується транзисторною системою керування російського виробництва. Випущений один, працює під номером 3690 у Москві, його «прописка» — Філевський автобусно-тролейбусний парк (ФАТП).
Голіцинський автобусний завод випускає міжміський автобус ГолАЗ-ЛіАЗ-5256, на базі нового варіанту ЛіАЗ-5256, випускаються інші міжміські модифікації на базі нового варіанту автобуса, наприклад ЛіАЗ-52562.

### Інші виробники автобусів РФ
- КАвЗ
- ПАЗ
- МАРЗ
- ГолАЗ
- Волжанін

### Інші виробники тролейбусів РФ
- Тролза